# Retjenu
Retjenu war die altägyptische Bezeichnung der Region des heutigen Israels/Palästinas und Syriens, die sich von Sile bis Naharina erstreckte.

## Geschichte
Nach dem Tod von Hatschepsut führte Thutmosis III. seinen ersten Feldzug erneut nach Retjenu, nachdem bereits Thutmosis I. erfolgreich die Bedrohung durch Naharina zurückdrängen konnte. Kurz darauf folgte die Schlacht bei Megiddo. Den Hintergrund bildete die Versorgung mit dem wertvollen Zedernholz, da Ägypten für den Ausbau seiner Flotte auf das Holz angewiesen war. Es folgten mehrere Feldzüge in diesem Gebiet, wobei auch die bedeutende Stadt Kadesch von den Truppen des Pharaos erobert wurde.
In die Amtszeit von Ramses II. fiel die Bedrohung durch die Hethiter. Im Sommer des vierten Jahres seiner Regierung, 1276 v. Chr., zog Ramses mit seinem Heer gegen Retjenu und eroberte das Fürstentum Amurru zurück, das unter der Herrschaft des Benteschina stand. Mit diesem Schlag forderte Ramses die Hethiter förmlich auf, sich einer Entscheidungsschlacht um die Vorherrschaft im syrischen Raum zu stellen. Er zog 1274 v. Chr. mit einer Armee von etwa 20.000 Mann über den heutigen Gazastreifen bis nach Syrien. Rund sechzehn Kilometer vor der Stadt Kadesch traf er auf den Hethiterkönig Muwatalli II., worauf im unmittelbaren Anschluss die Schlacht bei Kadesch eröffnet wurde.
Im achten Regierungsjahr sah sich Ramses III. den Angriffen der Seevölker ausgesetzt. Ausführlich wird eine Seeschlacht geschildert, bei der die Seevölker im Nildelta in die Falle gelockt und geschlagen wurden. Dennoch verlor Ägypten nach dieser dritten Schlacht den politischen Einfluss auf Retjenu, das durch Zuwanderung und Gebietszuteilungen militärisch zu stark wurde.